# Brunhättad stjärnkolibri
Brunhättad stjärnkolibri (Heliomaster constantii) är en fågel i familjen kolibrier som förekommer i Centralamerika. Beståndet anses vara livskraftigt.

## Kännetecken

### Utseende
Brunhättad stjärnkolibri är med kroppslängden 11,5–12,5 cm en stor kolibri, med lång och rak svart näbb. Karakteristiskt är kombinationen av vitt på övergump och flanker samt vita strimmor i ansiktet. I flykten syns vitspetsade stjärtfjädrar. Ovansidan är i övrigt bronsgrön, undersidan grågrön. Hanen har röd strupe.

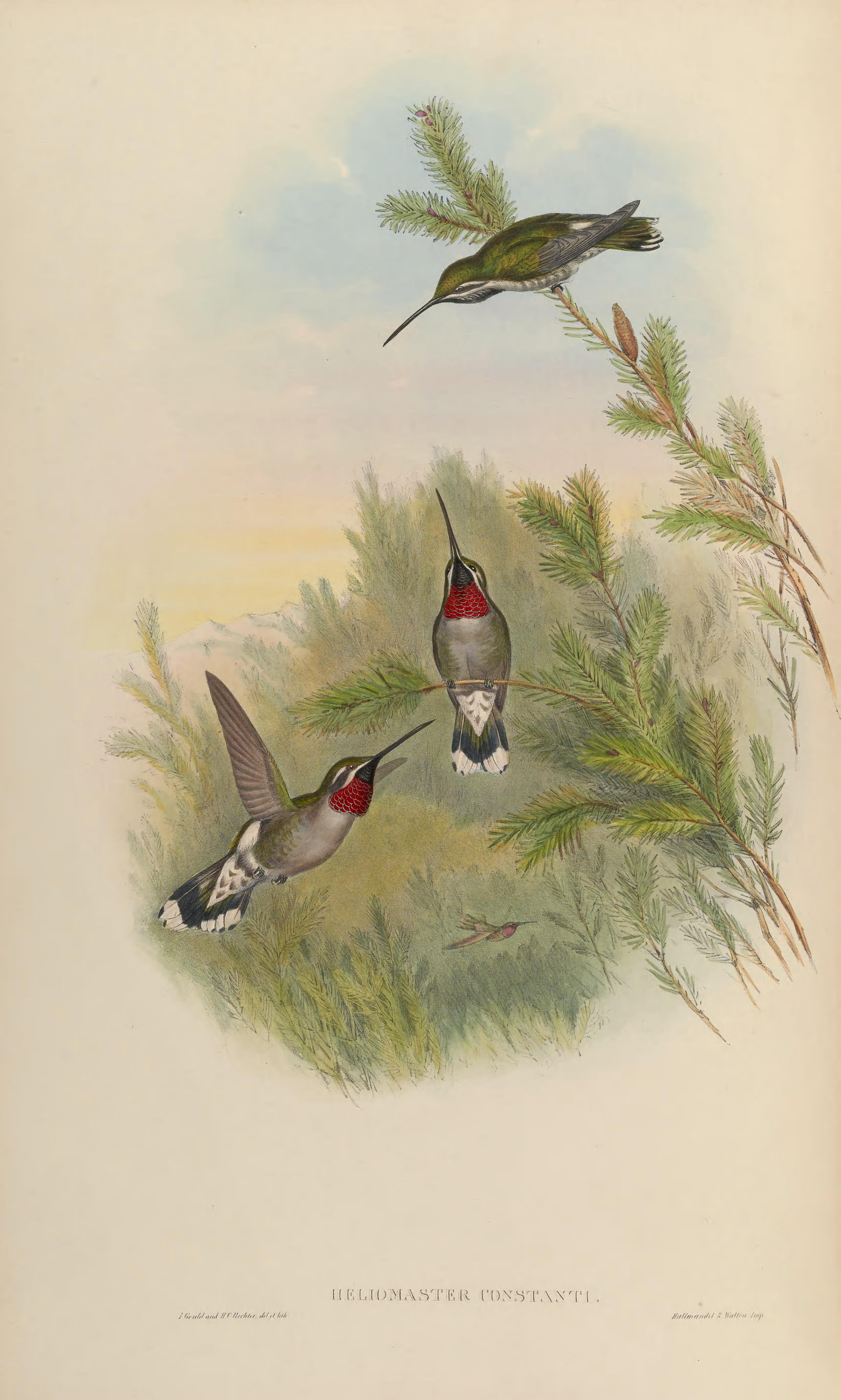
Illustration av John Gould.

### Läten
Sången består av en monoton serie med vassa tjippande ljud, ibland dubblerade. Lätet är även det ett vasst tjippande, likt purpurkronad kolibri.

## Utbredning och systematik
Brunhättad stjärnkolibri förekommer i Centralamerika från nordvästra Mexiko till Costa Rica. Den delas in i tre underarter med följande utbredning:
- Heliomaster constantii pinicola – förekommer i nordvästra Mexiko (Sonora till Jalisco)
- Heliomaster constantii leocadiae – förekommer från torra tropiska västra Mexiko (Nayarit) till västra Guatemala
- Heliomaster constantii constantii – förekommer från El Salvador och Nicaragua till sydvästra Costa Rica

Arten är även en tillfällig men årlig gäst sommartid (maj till september) i amerikanska delstaten Arizona.

## Levnadssätt
Fågeln hittas i och intill torr lövskog och i torra buskmarker. Liksom för andra kolibrier består födan av nektar. Den häckar i slutet av regnperioden eller början av torrperioden, det vill säga oktober–januari eller februari i El Salvador och Costa Rica och möjligen mars till juni i nordvästra Mexiko.

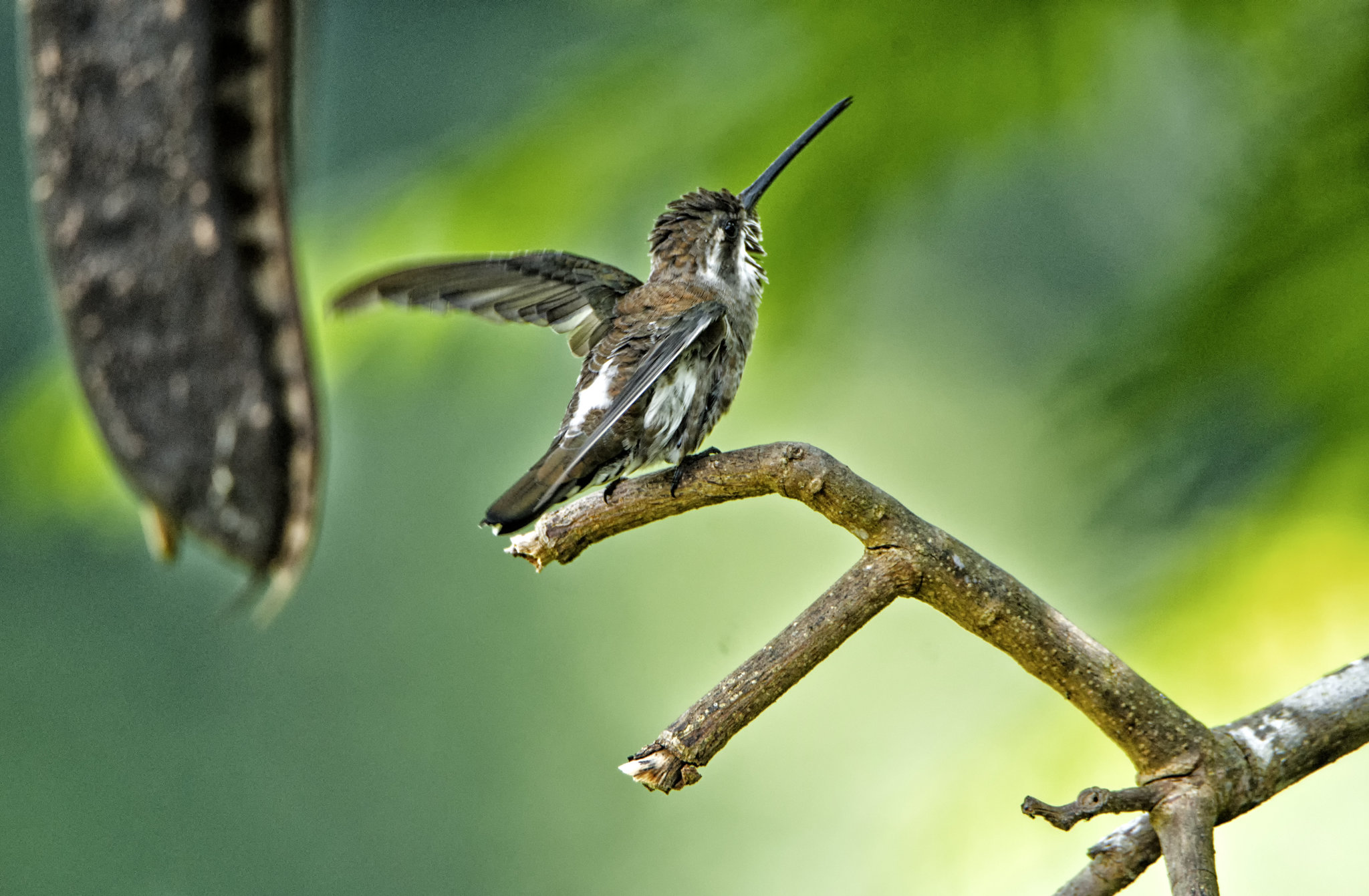

## Status och hot
Arten har ett stort utbredningsområde och det finns inga tecken på vare sig några substantiella hot eller att populationen minskar. Utifrån dessa kriterier kategoriserar IUCN arten som livskraftig (LC).

## Namn
Fågelns vetenskapliga artnamn hedrar Charles Constant (1820-1905), en fransk taxidermist och samlare av specimen.